# Детлово
Детлово — посёлок в Курагинском районе Красноярского края, административный центр Детловского сельсовета. Выделен в 1989 году из Марининского сельсовета.

## География
Находится в центральной части района примерно на расстоянии 24 километра по прямой на северо-запад от районного центра посёлка Курагино.

## Климат
Климат резко континентальный с холодной зимой и жарким летом, суровый, с большими годовыми и суточными амплитудами температуры. Среднегодовая температура воздуха в северо-западной части — 1,5°С. Зима суровая и продолжительная. Морозы доходит до минус 40°С. Лето теплое, продолжается свыше двух месяцев. Безморозный период длится 106 дней; дней с температурой 5°С и более — 129. Средне-годовая температура колеблется от 0°С до минус 1°С. Продолжительность безморозного периода в центре котловины от 105 дней до 97 дней. Количество осадков 320—500 мм. Максимум осадков приходится на лето.

## История
Основан в 1775 году. Назван по фамилии одного из первопоселенцев. В советское время работали колхозы «Клим Ворошилов», «Пролетарий», «Чегерек» и совхозы «Курагинский» и «Детловский».

## Население
Постоянное население составляло 424 человек в 2002 году (93 % русские), 310 в 2010.